# Härjeåsjön
Härjeåsjön är en by i Härjedalens kommun som ligger invid Härjåsjön. Via länsväg Z504 ligger Härjeåsjön ca: 19 km sydväst om Sveg och 11 km nordost om Lillhärdal.
Andra stavningar som förekommer är Härjåsjön och Härjesjön.